# Тутозеро
Тутозеро — пресноводное озеро на территории сельского поселения Зареченск Кандалакшского района Мурманской области.
Является частью Княжегубского водохранилища.

## Общие сведения
Площадь озера — 3,1 км², площадь водосборного бассейна — 20000 км². Располагается на высоте 37,2 метров над уровнем моря.
Форма озера продолговатая: оно более чем на шесть километров вытянуто с юго-запада на северо-восток. Берега изрезанные, каменисто-песчаные, преимущественно возвышенные.
Через озеро река Ковда, впадающая в Белое море.
В озере расположено около полусотни безымянных островов различной площади, рассредоточенных по всей площади водоёма.
У юго-западной оконечности Тутозера располагается посёлок Зареченск, через который проходит автодорога местного значения 41К-002 («Автоподъезд к насёленному пункту Зареченск»).
Код объекта в государственном водном реестре — 02020000611102000001310.